# Паредес, Кевин
Ке́вин Алекса́ндер Паре́дес (англ. Kevin Alexander Paredes; родился 7 мая 2003) — американский футболист, полузащитник немецкого клуба «Вольфсбург».

## Клубная карьера
Воспитанник футбольной академии клуба «Ди Си Юнайтед». На профессиональном уровне дебютировал в составе клуба «Лаудон Юнайтед» (резервной команды «Ди Си Юнайтед») 25 сентября 2019 года в матче против «Своуп Парк Рейнджерс» в рамках Чемпионшипа ЮСЛ.
17 января 2020 года подписал «доморощенный» контракт с клубом «Ди Си Юнайтед». 13 июля 2020 года дебютировал за клуб в MLS в матче Турнира MLS is Back против «Торонто», заменив Юлиана Гресселя на 57-й минуте. В матче против «Торонто» 3 июля 2021 года забил свой первый гол за «Ди Си Юнайтед».
28 января 2022 года перешёл в немецкий клуб «Вольфсбург».

## Карьера в сборной
3 декабря 2021 года был впервые вызван в сборную США, в тренировочный лагерь перед товарищеским матчем со сборной Боснии и Герцеговины 18 декабря.
В составе сборной США до 20 лет принял участие в молодёжном чемпионате мира 2023.
За сборную США дебютировал 12 сентября 2023 года в товарищеском матче со сборной Омана, выйдя на замену на 79-й минуте вместо Тима Веа.